# Aizenay
Aizenay är en kommun i departementet Vendée i regionen Pays de la Loire i västra Frankrike. Kommunen ligger i kantonen Le Poiré-sur-Vie som tillhör arrondissementet La Roche-sur-Yon. År 2022 hade Aizenay 10 218 invånare.

## Befolkningsutveckling
Antalet invånare i kommunen Aizenay
| Referens: INSEE |